# Amaracarpus major
Amaracarpus major är en måreväxtart som först beskrevs av Theodoric Valeton, och fick sitt nu gällande namn av Aaron Paul Davis. Amaracarpus major ingår i släktet Amaracarpus och familjen måreväxter. Inga underarter finns listade i Catalogue of Life.